# Lažany (okres Strakonice)
Lažany (dříve Enisovy Lažany či Lažany Enisovy) jsou obec v okrese Strakonice v Jihočeském kraji. Leží asi sedm kilometrů jižně od Blatné. Žije v ní 55 obyvatel. Skládá se ze dvou částí, z domů přiléhajících ke zdejšímu zámečku na příjezdové cestě od Strakonic a asi 250 metrů vzdálené části zvané Sázky. Dále k nim patří mlýn u Kořenského rybníka a blízká myslivna.

## Název
Název vesnice je odvozen z pojmenování lidí, kteří žili na lázu nebo se přistěhovali z lázu. V historických pramenech se objevuje ve tvarech: de Lazan (1384, 1402, 1489), na Lažanech (1615), Lažiany (1654), Lažan a Lažany (1790), Laschan a Lažan (1840) nebo Lažany (1854).

## Historie
První písemná zmínka o vesnici pochází z roku 1384. Tehdy náležela Ježkovi z Lažan. Po něm zde od roku 1402 až do poloviny 16. století sídlil rod Žakavců. V letech 1402–1422 je často uváděn Jindřich Žakavec z Lažan. Podle Augusta Sedláčka není vyloučeno, že je to tentýž, který byl purkrabím na Helfenburku. Od roku 1525 v Lažanech sídlil Václav Žakavec, který do desek zamských zapsal tvrz, dvůr a ves. V roce 1547 však Lažany prodal spolu se dvorem a pustou vsí Volfovi Rýzmberskému z Janovic. Od něho za tři roky koupil Lažany Pavel Kořenský z Terešova, který je zde jmenován v roce 1572 společně s Adamem Kořenským. Po něm Lažany získala dcera Alžběta, která jej roku 1604 připsala svému choti Fabiánovi Jáchymovi Sekerovi ze Sedčic, který v Lažanech sídlil ještě v roce 1615. Později byly Lažany připojeny k Čekanicím. Oboje pak v roce 1668 koupila Kateřina Enysová (rozená Vitanovská) z Vlčkovic. Již za pět je však prodala Maryně Kateřině Enysové, rozené Častolárce z Dloulhé Vsi. V majetku rodu Enysů byly Lažany celé 18. a 19. století. Středověká tvrz v Lažanech byla přestavěna na zámek, který byl přestavován naposled na začátku 20. století.

### Školství
Do roku 1828 docházely místní děti do školy v Záboří. Škola byla daleko a zvláště v zimě, nemohly děti kvůli neschůdnosti cest do školy docházet. Kvůli tomu mnozí rodiče posílali své děti do Milčic, kde jakýsi vysloužilec učil v domku „U Kantůrků”. K němu chodily i děti z Milčic a Čekanic. Majitel panství Laženy, baron Karel Alexander Enis de Atter et Iveagh, dal pro školu dřevěnou chalupu v níž v roce 1828 vznikla jednotřídní expozitura školy v Záboří. Zdejším učitelem byl jmenován Petr Čestislav Reitinger, dvacetiletý český vlastenec a spisovatel. Prostory školy přestaly množství dětí stačit, proto byla v roce 1866 vystavěna nová dvoutřídní škola na části panské zahrady a vyhořelého ovčína. Stará školní budova byla roku 1892 rozbořena a místo ní vzniklo pole. V roce 1872 byla škola rozšířena o druhou třídu. Řídícím učitelem se stal Jan Drůbek. V roce 1892 byla škola rozšířena o třetí třídu, kvůli čemuž byla přistavěna i budova školy. O rok později byla zavedena výuka ženských ručních prací a industriální učitelkou se stala Marie Sudová, choť řídícího učitele. V roce 1885 byla založena školní zahrada a letní tělocvična. Roku 1888 byla vystavěna školní studna. V roce 1901 byla škola opět přestavěna, aby mohla být otevřena čtvrtá třída. Do školy chodily děti z Lažan, Čekanic, Milčic, Doubravic a hájovny Hradec. V roce 1913 bylo ve škole zapsáno 242 dětí – 127 chlapců a 115 dívek.

## Přírodní poměry
Jižně od vesnice protéká Brložský potok, který zde napájí Kořenský rybník. Jsou zde ještě rybníky Zděný a Machovský.

## Obyvatelstvo
| Rok            | 1869 | 1880 | 1890 | 1900 | 1910 | 1921 | 1930 | 1950 | 1961 | 1970 | 1980 | 1991 | 2001 | 2011 | 2021 |
| -------------- | ---- | ---- | ---- | ---- | ---- | ---- | ---- | ---- | ---- | ---- | ---- | ---- | ---- | ---- | ---- |
| Počet obyvatel | 372  | 283  | 224  | 217  | 235  | 240  | 174  | 125  | 208  | 179  | 151  | 124  | 131  | 60   | 51   |
| Počet domů     | 36   | 38   | 36   | 42   | 37   | 38   | 36   | 37   | 31   | 29   | 22   | 19   | 34   | 34   | 36   |

## Obecní správa
Mezi lety 1850–1907 patřily Lažany jako osada obce k Čekanicím v okrese Blatná. V letech 1907–1964 byly obcí v okrese Blatná (1907–1950) a později v okrese Strakonice. Od 14. června 1964 do 31. prosince 1991 patřily jako část obce k Doubravici a od 1. ledna 1992 jsou opět samostatnou obcí.

## Pamětihodnosti
- Silniční most u rybníka Kořenský
- Zámek Lažany byl založen ve druhé polovině 16. století a přestavěn v barokním slohu. Kolem zámku je anglický park, vysazený většinou již v 19. století. Od roku 1955 sloužil zámek jako domov důchodců. V roce 2002 byl zámek vydán restituentům a domov důchodců přestěhován do nově postavené budovy v Blatné. V průčelí zámku se nachází ještě čtvercové sluneční hodiny.